# Jede Antwort zählt
Jede Antwort zählt war eine kurzlebige, regionale Quizsendung vom Rundfunk Berlin-Brandenburg, die von Sascha Hingst moderiert wurde. Die Pilotfolge wurde am 21. Dezember 2017 ausgestrahlt, alle übrigen Folgen wurden im Laufe des Jahres 2018 gesendet. Nach der 42. Folge am 26. Dezember 2018 wurde die Sendung wieder eingestellt.

## Spielregeln
Es traten zwei Teams gegeneinander an, die die beiden Bundesländer Brandenburg und Berlin repräsentieren sollten. Beide Teams setzten sich jeweils aus einem Prominenten und einem „normalen“ Menschen zusammen. Da letzterer in Falle eines Sieges auch die Gewinnsumme für sich behalten konnte, war er allein für die Beantwortung der Quizfragen verantwortlich, der Prominente durfte ihn nur beraten. Die „normalen“ Kandidaten mussten im jeweiligen Bundesland wohnhaft sein. Anfänglich versuchte der RBB diese Regel auch auf die Prominenten anzuwenden, was sich aber als nicht durchführbar erwies, da insbesondere aus Brandenburg kaum Prominente kommen.
In zwei Vorrunden wurden insgesamt 12 Multiple-Choice-Fragen mit jeweils drei Antwortmöglichkeiten gespielt, die von den beiden Teams abwechselnd beantwortet werden mussten. Jede Frage war mit einem Geldbetrag dotiert, der bei einer richtigen Antwort auf das eigene Spielkonto gutgeschrieben wurde, im Falle einer falschen Antwort auf das des Gegners. Joker oder andere Hilfestellungen standen nicht zur Verfügung. Alle Fragen hatten einen regionalen Bezug zu Berlin oder Brandenburg.
Das Team, das in der Vorrunde mehr Geld erspielt hatte, durfte im Finale die erste Frage beantworten, ansonsten hatte die Ergebnisse der Vorrunde keinen Einfluss auf das Finale. Im Finale wurden offene Fragen gestellt, wobei für jede Frage nur fünf Sekunden Zeit zur Beantwortung gewährt wurde. Richtige Antworten wurden mit einem Punkt belohnt, falsche Antworten brachten auch hier dem Gegner einen Punkt. Das Team, das zuerst auf 7 Punkte kam, gewann das von ihm in der Vorrunde erspielte Geld.

## Häufige Teilnehmer
Folgende Prominente waren mehrmals in der Sendung zu Gast:
- je 4 Teilnahmen: Bernhard Brink, Nadine Krüger
- je 3 Teilnahmen: Maximilian Arland, Michael Kessler, Sarah Wiener
- je 2 Teilnahmen: Gerit Kling, Gesine Cukrowski, Jan Hofer, Janna Falkenstein, Jeanette Biedermann, Oliver Mommsen, Thomas Häßler, Wolfgang Lippert

## Vorgänger
Einer der beiden Vorläufer des RBB, der Sender Freies Berlin, hatte bereits Anfang der 2000er Jahre eine Quizshow im Programm, Das Berlin Quiz.